# Epirrhoe galiata
Mélanthie du Caille-Lait
Espèce
Epirrhoe galiata, la Mélanthie du Caille-Lait, est une espèce de Lépidoptères de la famille des Geometridae et du genre Epirrhoe, originaire d'Europe, dont les chenilles parasitent Galium mollugo, le Caille-Lait.

## Biologie
Les chenilles vivent librement sur les feuilles de Galium mollugo. L'espèce est bivoltine ; l'hibernation se fait sous la forme d'une pupe.

## Habitat et répartition
L'espèce est répandue en Europe, depuis l’Espagne jusqu’en Asie centrale. Elle fréquente les friches, les prairies sablonneuses, les éboulis.

## Systématique
Le nom scientifique complet (avec auteur) de ce taxon est Epirrhoe galiata (Denis & Schiffermüller, 1775). L'espèce a été initialement classée dans le genre Geometra sous le protonyme Geometra galiata, par les entomologistes autrichiens Johann Nepomuk Cosmas Michael Denis et Ignaz Schiffermüller, en 1775.
Ce taxon porte en français le nom vernaculaire ou normalisé « Mélanthie du Caille-Lait »,.

### Liste des sous-espèces
Deux sous-espèces ont été décrites, :
- Epirrhoe galiata galiata
- Epirrhoe galiata orientata (Staudinger, 1901)

### Synonymes
Epirrhoe galiata a pour synonymes :
- Cidaria galiata (Denis & Schiffermüller, 1775)
- Geometra galiata Denis & Schiffermüller, 1775
- Larentia eophanata Krulikovski, 1906
- Larentia galiata (Denis & Schiffermüller, 1775)
- Melanippe galiata (Denis & Schiffermüller, 1775)
- Melanthia galiaria Boisduval, 1840